# Manchester (Minnesota)
Manchester è un comune degli Stati Uniti d'America, situato nello Stato del Minnesota, nella Contea di Freeborn.